# Le Pré-d’Auge
Le Pré-d’Auge település Franciaországban, Calvados megyében. Lakosainak száma 849 fő (2022. január 1.). Le Pré-d’Auge La Boissière, La Houblonnière, Manerbe, Saint-Désir, Saint-Ouen-le-Pin és Saint-Pierre-des-Ifs községekkel határos.

## Népesség
A település népességének változása:
| Lakosok száma | 508  | 607  | 654  | 833  | 862  | 892  | 887  | 867  | 858  | 849  |
|               | 1968 | 1982 | 1990 | 2006 | 2013 | 2015 | 2017 | 2019 | 2020 | 2022 |